# Marlies Dekkers

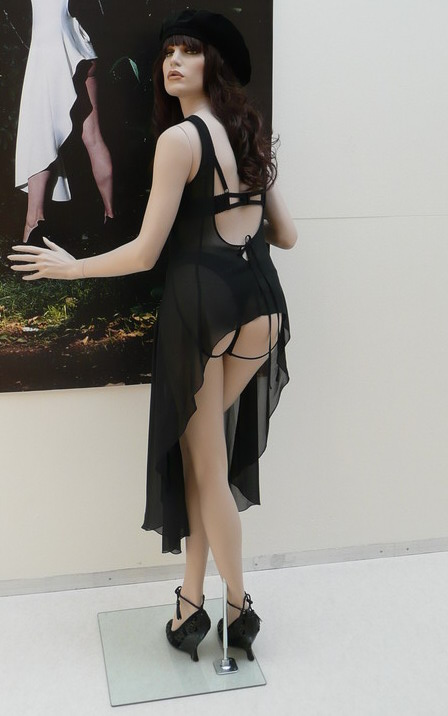
Marlies Dekkers, Blotebillenjurk, 1993, jurk van zwarte, synthetische crepe de chine, met lage ruguitsnijding en extreem kort achterpand, collectie Rijksmuseum.

Marlies Dekkers (Oosterhout, 29 november 1965) is een Nederlandse modeontwerpster die internationaal doorbrak met haar lingerielijn Undressed.

## Biografie
Marlies Dekkers groeide op in een arbeidersmilieu in Oosterhout. Via de huishoudschool en versneld havo kwam ze terecht bij de Academie voor Beeldende Kunsten Sint-Joost in Breda, waar ze in 1991 cum laude afstudeerde. Ze werd bekend met haar eindexamenwerk, een ontwerp van een 'blotebillenjurk'; een jurk die aan de voorkant bedekt is, maar die aan de achterkant de billen van de drager laat zien. Met subsidie van de overheid zette ze in 1993 haar eerste lingerielijn Undressed op.
In 1997 werden haar ontwerpen tentoongesteld in de Rotterdamse Kunsthal, waar ze later, in 2002, ook haar nachtkledinglijn Nightdressed zou presenteren. In 2003 gaf ze een modeshow in Museum Boijmans Van Beuningen in Rotterdam en in 2005 was werk van haar te zien in het Breda's Museum. In 2006 waren haar creaties ook te zien in het Paleis voor Schone Kunsten in Brussel, Het Schielandshuis in Rotterdam en het Rijksmuseum in Amsterdam.
Na het succes van haar Undressed-lijn werden er al vrij snel een herenlijn en een badkledinglijn voor dames (Sundressed) aan haar portfolio toegevoegd. Later volgden meerdere lijnen voor onder meer nacht- en avondkleding (Nightdressed) en zonnebrillen (Sundressed Sunglasses).
In 2010 kwam een gedeelte van haar onderneming in handen van de NIBC Bank. Op 21 augustus 2013 sprak de rechtbank in Rotterdam het faillissement van het modebedrijf uit. Het bedrijf maakte direct een doorstart met behulp van aandeelhouders en investeerders. Marlies Dekkers ging na het faillissement door als creatief directeur in plaats van haar eerdere functie als CEO.
In 2014 deed Dekkers mee aan het programma Maestro waarin ze derde werd.

## Lingerie
Dekkers werd bekend door haar lingerie met kenmerkende bandjes die de borsten en andere lichaamsdelen zoals de billen en taille accentueren. Haar merk kent verschillende lijnen zoals: de signature-collectie, de couture-collectie, de style-collectie en swimwear-collectie. Dekkers maakt naar eigen zeggen lingerie 'voor en door de vrouw', ze ontwerpt haar lingerie om vrouwen zelfvertrouwen te geven en zich goed te laten voelen. Vrouwelijke zienswijze, design en perfecte pasvorm zijn de drie pijlers in haar lingerie. In haar ogen wordt lingerie nog te vaak door en voor de man gemaakt.

### Distributie
Haar lingerielijn is te koop in winkelketens in binnen- en buitenland en tevens in een aantal eigen Marlies Dekkers-winkels: in Nederland vier 'full price stores' (in Rotterdam, Amsterdam, Utrecht en Breda) en drie 'outlet stores' (in Roermond (in het Designer Outlet Roermond), Roosendaal (in winkelcentrum Rosada) en Lelystad (in winkelcentrum Batavia Stad)) en in België een 'full price store' (in Antwerpen) en een 'outlet store' (in Maasmechelen Village). Het merk brengt drie verschillende lijnen: signature, de klassieke en herkenbare ontwerpen van het merk, style, ieder seizoen een nieuwe fashion collectie en couture, een exclusieve lijn.

## Boeken
In 2003 kwam er een boek uit, getiteld 33 propositions, waarin foto's van haar lingerie met teksten van Meghan Ferril worden gecombineerd. Schoonheid, verering, erotiek, extase, sensualiteit en verlangen zijn enkele van deze “propositions”. 
Ook schreef ze met Heleen van Royen de bestseller Stout - Over flirten, succes, macht, lingerie en erotiek (2007). Dit boek gaat over de fantasieën en avonturen van vrouwen op het gebied van erotiek en verleiding, die hiervoor teksten of fotomateriaal mochten aanleveren. Het boek bevat interviews met Anita Witzier, Yolanthe Cabau van Kasbergen, Catherine Keyl, Sylvana Simons, Renate Verbaan, Leontien van Moorsel, Claudia de Breij, Daphne Bunskoek, Fatima Moreira de Melo, Chazia Mourali en Willeke Alberti.

## De Nieuwe Wereld
Marlies Dekkers is sinds maart 2018 een van de presentatoren van het YouTube-kanaal De Nieuwe Wereld. Ze interviewt ondernemers, wetenschappers en intellectuelen over thema's als gezondheid en coronabeleid. Ze werkt veel samen met de filosoof Ad Verbrugge bij dit programma.

## Onderscheidingen
Dekkers kreeg diverse onderscheidingen, zowel voor haar producten als voor haar ondernemerschap.
- Dutch Bodyfashion Award (1994)
- ELLE's Innovator of the Year Award (2004)
- Grand Seigneur (2005)
- Zakenvrouw van het jaar (2007)
- Cila Award - Best Fashion Lingerie (2007)
- Creator of the Year (2008)
- CILA Award - Best Maternity Lingerie (2008)
- Glamour Award in de categorie Lifestyle (2008)
- LEF Award op de Big Improvement Day (2009)
- NIBC Turnaround Finance Group Price (2010)
- Rotterdam Promotie Prijs (2013)

## Personalia
Dekkers is gescheiden en moeder van een dochter.

## Tentoonstellingen (selectie)
- 1997, Kunsthal Rotterdam, Undressed Bodyfashion en lingerie door Marlies Dekkers
- 2008, Kunsthal Rotterdam, 15 jaar Marlies Dekkers

## Werk in openbare collecties (selectie)
- Rijksmuseum Amsterdam[3]